# Poduri (Bacău)
Poduri è un comune della Romania di 8 169 abitanti, ubicato nel distretto di Bacău, nella regione storica della Moldavia.
Il comune è formato dall'unione di 8 villaggi: Bucșești, Cernu, Cornet, Negreni, Poduri, Prohozești, Rusăiești, Valea Șoșii.